# Cohors I Flavia Brittonum
Die Cohors I Flavia Brittonum [milliaria] (deutsch 1. flavische Kohorte der Briten [1000 Mann]) war eine römische Auxiliareinheit. Sie ist durch Militärdiplome und Inschriften belegt.

## Namensbestandteile
- Flavia: die Flavische. Die Ehrenbezeichnung bezieht sich auf die flavischen Kaiser Vespasian, Titus oder Domitian.

- Brittonum: der Briten. Die Soldaten der Kohorte wurden bei Aufstellung der Einheit aus den verschiedenen Stämmen der Briten auf dem Gebiet der römischen Provinz Britannia rekrutiert. Die in Britannien aufgestellten Hilfstruppeneinheiten haben drei unterschiedliche Bezeichnungen: Britannica, Britannorum und Brittonum. Die Gründe, warum unterschiedliche Bezeichnungen gewählt wurden, sind unklar.[1]

- milliaria: 1000 Mann. Je nachdem, ob es sich um eine Infanterie-Kohorte (Cohors milliaria peditata) oder einen gemischten Verband aus Infanterie und Kavallerie (Cohors milliaria equitata) handelte, lag die Sollstärke der Einheit entweder bei 800 oder 1040 Mann. Der Zusatz kommt in der Inschrift (CIL 3, 13704) vor.

Da es keine Hinweise auf den Namenszusatz equitata (teilberitten) gibt, ist davon auszugehen, dass es sich um eine reine Infanterie-Kohorte (Cohors milliaria peditata) handelte. Die Sollstärke der Einheit lag daher bei 800 Mann, bestehend aus 10 Centurien mit jeweils 80 Mann.

## Geschichte
Die Kohorte war in den Provinzen Dalmatia und Noricum (in dieser Reihenfolge) stationiert. Sie ist auf Militärdiplomen für die Jahre 95 bis 157 n. Chr. aufgeführt.
Die Einheit war im ersten Jh. n. Chr. in Dalmatia stationiert; sie wurde vor 95 in die Provinz Noricum verlegt. Der erste Nachweis in Noricum beruht auf einem Militärdiplom, das auf das Jahr 95 datiert ist. In dem Diplom wird die Kohorte als Teil der Truppen aufgeführt, die in der Provinz stationiert waren. Weitere Diplome, die auf 135/138 bis 157 datiert sind, belegen die Einheit in derselben Provinz.
Der letzte Nachweis der Kohorte beruht auf der Inschrift (CIL 3, 4811), die auf 267 datiert ist.

## Standorte
Standorte der Kohorte in Noricum waren möglicherweise:
- Melk: der Grabstein des Tertius wurde hier gefunden.
- Pöchlarn (Arelape): der Grabstein des Pompeius Celer wurde hier gefunden.

## Angehörige der Kohorte
Folgende Angehörige der Kohorte sind bekannt:

### Kommandeure
| - Lucius Alfius Restitutus, ein Präfekt - M(arcus) Aurel(ius) Cassianus, ein Tribun (CIL 3, 13704) - M(arcus) Bell(icius) Saturninus, ein Tribun (um 267) (CIL 3, 4811) | - M(arcus) Iulius []: er wird auf dem Diplom von 95 als Kommandeur der Kohorte genannt. - Tiberius Claudius Zeno Ulpianus, ein Tribun |

### Sonstige
| - Fidelis, ein Soldat (CIL 3, 2024) - Pompeius Celer, ein Soldat (AE 1973, 431) | - Ter[t]ius, ein Soldat (CIL 3, 5668) |

## Weitere Kohorten mit der BezeichnungCohors I Brittonum
Es gab noch drei weitere Kohorten mit dieser Bezeichnung:
- die Cohors I Aelia Brittonum. Sie war in der Provinz Noricum stationiert.
- die Cohors I Augusta Nerviana Brittonum. Sie ist durch Militärdiplome von 105 bis 146 belegt und war in den Provinzen Moesia inferior und Dacia stationiert.
- die Cohors I Ulpia Brittonum. Sie ist durch Diplome von 103/106 bis 164 belegt und war in den Provinzen Moesia superior und Dacia stationiert.